# Ignazio Fiorillo
Ignazio Fiorillo (Nápoles, 11 de mayo de 1715 - Fritzlar, Hesse, enero de 1787) fue un compositor italiano del siglo XVIII, padre del compositor y violinista Federigo Fiorillo (1755-1823).

## Biografía y obra
Estudió música en el conservatorio de Nápoles, donde fue discípulo de Leonardo Leo y Francisco Durante. Su carrera como compositor de óperas se inició con la obra L'egeste, estrenada en Trieste en 1733. Posteriormente Il vincitor di se stesso, fue representada el 1741 en Venecia y Fiorello consiguió que sus obras fueran interpretadas en otras ciudades de Italia, como Milán y Padua. Alrededor de 1745, formó parte de la compañía de Phillip Nicolini (Teatro dell'Opera Pantomima dei Piccolo Hollandesi di Nicolini) especializada en espectáculos de mimo para niños, junto a la cual realizó varios tour por Europa, encargándose de la composición de la parte musical.
A partir de 1749, residió junto a Nicolini en  Brunswick (Alemania), en la corte de Carlos I de Brunswick-Wolfenbüttel. Fiorillo fue nombrado compositor de la corte en 1750, mientras que Nicolini obtuvo el cargo de director de los teatros. Posteriormente fue el compositor de la ópera de la corte de Federico II de Hesse-Kassel, en 1779 cesó su actividad púbica y murió en el año 1787 en Fritzlar, Alemania.

### Óperas principales
- Mandane (1736)
- Il vincitor di se stesso (1741)
- Adriano in Siria (1750)
- Il Demofoonte (1750)
- La Didone abbandonata (1750)
- Siface (1752)
- Alessandro nell'Indie (1752)
- Il Ciro riconosciuto (1753)
- Il Demetrio (1753)
- Lucio Vero (1756)
- La Nitteti (1758)